# Сэки, Томокадзу
Томокадзу Сэки (яп. 関智一 Сэки Томокадзу) — японский сэйю. Родился 8 сентября 1972 года в префектуре Токио (Япония).

## Позиции в Гран-при журнала Animage
- 1997 год: 12-е место в Гран-при журнала Animage в номинации на лучшего сэйю[2]
- 1999 год: 18-е место в Гран-при журнала Animage в номинации на лучшего сэйю[3]
- 2000 год: 13-е место в Гран-при журнала Animage в номинации на лучшего сэйю[4]
- 2002 год: 10-е место в Гран-при журнала Animage в номинации на лучшего сэйю[5]
- 2003 год: 8-е место в Гран-при журнала Animage в номинации на лучшего сэйю[6]
- 2004 год: 19-е место в Гран-при журнала Animage в номинации на лучшего сэйю[7]
- 2005 год: 9-е место в Гран-при журнала Animage в номинации на лучшего сэйю[8]
- 2006 год: 17-е место в Гран-при журнала Animage в номинации на лучшего сэйю[9]

## Роли в аниме
- 1993 год: Kyou Kara Ore Wa!! (Игараси (младший брат))
- 1993 год: Мобильный воин ГАНДАМ Виктория (Томас Масарик)
- 1993 год: Здесь слышен океан (Минарай)
- 1993 год: Aoki Densetsu Shoot! (Кэйго Махори)
- 1994 год: Кризис Нацуки (Кэйдзи)
- 1994 год: Мальчик-мармелад (ТВ) (Мурай / Сакай)
- 1994 год: Мобильный воин Джи-ГАНДАМ (Домон Кассю)
- 1994 год: Tottemo! Luckyman (Гений)
- 1994 год: Kizuna (Тоси)
- 1994 год: Вы арестованы OVA-1 (Сёдзи Токарин)
- 1994 год: Гаутама — дева молниеносной кары OVA-2 (Рё Асука)
- 1995 год: Ai Tenshi Densetsu Wedding Peach (Игунис)
- 1995 год: Таинственная игра (ТВ) (Титири)
- 1995 год: Мобильный ГАНДАМ Дубль-вэ (ТВ) (Ода)
- 1995 год: «Евангелион» (Тодзи Судзухара)
- 1996 год: Видение Эскафлона (ТВ) (Ван Фанель)
- 1996 год: Sanctuary (Рэйдзи Тасиро)
- 1996 год: Maze Bakunetsu Jikuu OVA (Мэйз (парень))
- 1996 год: Икс — Фильм (Камуи Сиро)
- 1996 год: Крейсер Надэсико (ТВ) (Гай Дайгодзи / Цукумо Сиратори)
- 1996 год: Те, кто охотятся на эльфов (Дзюмпэй Рюдзой)
- 1996 год: Вы арестованы (ТВ-1) (Сёдзи Токайрин)
- 1996 год: Таинственная игра OVA-1 (Титири / Кодзи)
- 1997 год: Neon Genesis Evangelion: Death & Rebirth (Тодзи Судзухара)
- 1997 год: Покемон (ТВ) (Кэндзи (Трэйси))
- 1997 год: Maze Bakunetsu Jikuu TV (Мэйз (мужчина))
- 1997 год: Таинственная игра OVA-2 (Титири)
- 1997 год: Ninpen Manmaru (Цунэдзиро)
- 1997 год: Пламя Рэкки (Цукисиро)
- 1997 год: Те, кто охотятся на эльфов II (Дзюмпэй Рюдзой)
- 1998 год: Кибер-команда Акихабары (ТВ) (Такаси Рюгасаки)
- 1998 год: Сакура — собирательница карт (ТВ) (Тоя Киномото)
- 1998 год: Белый крест (ТВ) (Кэн Хидака)
- 1998 год: Initial D First Stage (Кэйсукэ Такахаси)
- 1998 год: Искусство тени (ТВ) (Рэн Фума)
- 1998 год: Робот Геттер OVA-1 (Го)
- 1999 год: Легенда о Химико (Масахико Кутани)
- 1999 год: Бродяга Кэнсин OVA-1 (Когора Кацура)
- 1999 год: Защитники Космоса: Анджел Линкс (Деис)
- 1999 год: Вы арестованы (фильм) (Сёдзи Токайрин)
- 1999 год: Крутой учитель Онидзука (Кунио Мурай)
- 1999 год: Нанако (Сэнт)
- 1999 год: Покемон (фильм 02) (Кэндзи (Трэйси))
- 1999 год: Гравитация OVA (Сюйти Синдо)
- 1999 год: Домоправительница Эбитю (Кайсёнати)
- 1999 год: Сакура — собирательница карт (фильм первый) (Тоя Киномото)
- 1999 год: Бесконечное путешествие корабля Ривиас (Икуми Одзэ)
- 1999 год: Initial D Second Stage (Кэйсукэ Такахаси)
- 1999 год: Белый крест OVA (Кэн Хидака)
- 2000 год: Хранители врат (ТВ) (Рэйдзи Кагэяма)
- 2000 год: Ayashi no Ceres (Александр Хоуэлл)
- 2000 год: Амон: Апокалипсис Человека-дьявола (Рё Асука (Сатана))
- 2000 год: Видение Эскафлона — Фильм (Ван)
- 2000 год: Сакура - собирательница карт: Предоставьте это Кэро (Тоя Киномото)
- 2000 год: Сакура — собирательница карт (фильм второй) (Тоя Киномото)
- 2000 год: Вандред (ТВ) (Барт Гарсус)
- 2000 год: Гравитация (ТВ) (Сюйти Синдо)
- 2000 год: Первый шаг (ТВ-1) (Итиро Мията)
- 2000 год: Jinzou Ningen Kikaider the Animation (Кикайдер / Дзиро)
- 2001 год: Земная Дева Арджуна (Токио Осима)
- 2001 год: Initial D Third Stage (Кэйсукэ Такахаси)
- 2001 год: Вандред OVA (Барт Гарсус)
- 2001 год: Арена Ангелов (Масахару Огата)
- 2001 год: Star Ocean Ex (Эштон Анчорз)
- 2001 год: Вы арестованы (ТВ-2) (Сёдзи Токайрин)
- 2001 год: Корзинка фруктов (Кё Сома)
- 2001 год: Samurai Girl (Сидзума Кусанаги)
- 2001 год: Вандред: Второй уровень (ТВ) (Барт Гарсус)
- 2001 год: Рэйв Мастер (Хару)
- 2001 год: Kikaider 01 (Кикайдер / Дзиро)
- 2001 год: Таинственная игра OVA-3 (Титири)
- 2001 год: Инуяся (фильм первый) (Мэномару)
- 2002 год: Призрачное пламя (ТВ) (Раммару Мори / Сатоси Хатаяма)
- 2002 год: Стальная тревога (Сосукэ Сагара)
- 2002 год: Канон (ТВ-1) (Дзюн Китагава)
- 2002 год: В далекие времена OVA-1 (Тэмма Моримура)
- 2002 год: Подземелье Токио (Румина Асаги)
- 2002 год: Чобиты (Хирому Симбо)
- 2002 год: Хранители врат OVA (Рэйдзи Кагэяма)
- 2002 год: Вы арестованы OVA-2 (Сёдзи Токайрин)
- 2002 год: Initial D Battle Stage (Кэйсукэ Такахаси)
- 2002 год: Samurai Deeper Kyo (Синрэй)
- 2002 год: Asobotto Senki Goku (Сандзо)
- 2002 год: Getbackers -Dakkanya- (Мироку Нацухико)
- 2002 год: Мобильный воин ГАНДАМ: Поколение (Исаак Жюль)
- 2002 год: Вандред: Второй уровень OVA (Барт Гарсус)
- 2002 год: Shinsei Kiden Mars (Марс)
- 2002 год: Белый крест II (ТВ) (Кэн Хидака)
- 2002 год: Бесконечная одиссея капитана Харлока (Тадаси Дайба)
- 2003 год: Стратос 4 (ТВ) (Кэй Фудзитани)
- 2003 год: Ashita no Nadja (Оскар Премингер)
- 2003 год: В далекие времена OVA-2 (Тэмма Моримура)
- 2003 год: Воздушный мастер (Токита)
- 2003 год: Изгнанник (Эйтан)
- 2003 год: Gad Guard (Сэйкай)
- 2003 год: Первый шаг: Путь чемпиона (Итиро Мията)
- 2003 год: Канон OVA (Дзюн Китагава)
- 2003 год: Песнь агнца (Кадзуна Такасиро)
- 2003 год: Сердечный треугольник OVA-2 (Грифф)
- 2003 год: Стальная тревога: Фумоффу (Сосукэ Сагарэ)
- 2003 год: Kikaider-01: The Animation - Guitar wo Motta Shonen (Кикайдер / Дзиро)
- 2003 год: Гангрейв (Брэндон Хит)
- 2004 год: Area 88 TV (Мики Симон)
- 2004 год: Дафна: Тайна сияющих вод (Кацуя Мори)
- 2004 год: Futari Wa Precure (Мэпл)
- 2004 год: Рассвет Марса (Грам Ривер)
- 2004 год: На земле и на небесах (Масатака Такаянаги)
- 2004 год: Monster (Карл Ньюманн)
- 2004 год: Железный человек № 28 (2004) (Тацу)
- 2004 год: Initial D Fourth Stage (Кэйсукэ Такахаси)
- 2004 год: Stratos 4 (2004) (Кэй Фудзитани)
- 2004 год: Дважды на два - это Синобу (Сасукэ)
- 2004 год: Май-Химэ (Юйти Татэ)
- 2004 год: Viewtiful Joe (Джо)
- 2004 год: Граф Монте-Кристо (Андреа Кавальканти)
- 2004 год: В далекие времена (ТВ) (Тэмма Моримура)
- 2004 год: Мобильный воин ГАНДАМ: Судьба поколения (ТВ) (Исаак Жюль)
- 2004 год: Гэнсикэн (ТВ-1) (Сойтиро Танака)
- 2004 год: Моя любовь (Эдуард)
- 2004 год: Фанаты Аканэ (Дзёдзи Года)
- 2005 год: Futari wa Pretty Cure Max Heart TV (Мэпл)
- 2005 год: Stratos 4 OVA 2 (Кэй Фудзитани)
- 2005 год: На земле и на небесах: Бои без правил (Масатака Такаянаги)
- 2005 год: Небеса МАР (Магический Ро)
- 2005 год: Любовь близнецов 2 (Рэнтаро Футаба)
- 2005 год: Дораэмон-2005 (Сунэо)
- 2005 год: Eiga Futari wa Pretty Cure Max Heart (Мэпл)
- 2005 год: Феромон любви (Сам Сэки Томокадзу)
- 2005 год: Только вперед! Девичий отряд Зла (Сам Сэки Томокадзу)
- 2005 год: Стальная тревога! Новый рейд (ТВ) (Сосукэ Сагара)
- 2005 год: Сердце ангела (Сёго Симадзу)
- 2005 год: Eiga Futari wa Precure Max Heart 2: Yukizora no Tomodachi (Мэпл)
- 2005 год: В далекие времена OVA-3 (Тэмма Моримура)
- 2006 год: Fate/stay night (Гильгамеш)
- 2006 год: Моя любовь 2 (Эдуард)
- 2006 год: Нана (ТВ) (Нобу)
- 2006 год: Повесть о Стране Цветных Облаков (сезон первый) (Рюки Си)
- 2006 год: Ловцы снов (Хадзимэ Татибана)
- 2006 год: Стальная тревога! Новый рейд OVA (Сосукэ Сагара)
- 2006 год: Койот Рэгтайм (Катана)
- 2006 год: В далекие времена — Фильм (Тэмма Моримура)
- 2006 год: Алхимическое оружие (Мун Фэйс / Сэкима Хиватари)
- 2006 год: Канон (ТВ-2) (Дзюн Китагава)
- 2006 год: Сильнейший в истории ученик Кэнъити (Кэнъити Сирахама)
- 2006 год: Гэнсикэн OVA (Сойтиро Танака)
- 2007 год: Нодамэ Кантабиле (первый сезон) (Синъити Тиаки)
- 2007 год: Новый Дораэмон 2007 (фильм второй) (Сунэо)
- 2007 год: Боги-машины: Формула гигантов (Ли Юньи)
- 2007 год: Повесть о Стране Цветных Облаков (сезон второй) (Рюки Си)
- 2007 год: Счастливая звезда (ТВ) (Мэйто Анисава)
- 2007 год: Человек-череп (Цуёси Синдзё)
- 2007 год: Мононокэ (ТВ) (Хитоси Ямио [Umibouzu])
- 2007 год: «Евангелион 1.11: Ты (не) один» (Тодзи Судзухара)
- 2007 год: Гэнсикэн (ТВ-2) (Сойтиро Танака)
- 2007 год: В далекие времена (спецвыпуск 1) (Куро Ёсицунэ Минамото)
- 2008 год: Rosario + Vampire (Гинэй Мориока)
- 2008 год: Персона: Душа троицы (Тору Инуй)
- 2008 год: Ты — хозяин, я — слуга (Рэн Уэсуги)
- 2008 год: Новый Дораэмон 2008 (фильм третий) (Сунэо)
- 2008 год: Himitsu: The Revelation (Цуёси Маки)
- 2008 год: Ран, девочка-телепат (Рин Исодзаки)
- 2008 год: Ультрафиолет: Код 044 (Лука Блюм)
- 2008 год: Клинок Бессмертного (Мандзи)
- 2008 год: Rosario + Vampire Capu2 (Гинэй Мориока)
- 2008 год: Вишневый Квартет (ТВ) (Эндзин Хиидзуми)
- 2008 год: Нодамэ Кантабиле (второй сезон) (Синъити Тиаки)
- 2009 год: Первый шаг (ТВ-2) (Итиро Мията)
- 2009 год: Новый Дораэмон 2009 (фильм четвёртый) (Сунэо)
- 2009 год: Eiga Precure All Stars DX: Minna Tomodachi - Kiseki no Zenin Daishuugou (Мэпл)
- 2009 год: Souten Kouro (Лю Бэй)
- 2009 год: «Евангелион 2.22: Ты (не) пройдёшь» (Тодзи Судзухара)
- 2009 год: Нодамэ Кантабиле OVA (Синъити Тиаки)
- 2009 год: Классические истории (Дзёсима [Hashire Melos])
- 2009 год: Halo Legends (Брат Гай [Odd One Out])
- 2010 год: В далекие времена (спецвыпуск 2) (Куро Ёсицунэ Минамото)
- 2010 год: Fate/stay night: Unlimited Blade Works (Гильгамеш)
- 2010 год: Нодамэ Кантабиле (третий сезон) (Синъити Тиаки)
- 2010 год: Giant Killing (Такэси Тацуми)
- 2011 год: Steins;Gate (Итару Хасида)
- 2011 год: Beelzebub (Хидэтора Тодзё)
- 2011 год: Fate/Zero (Гильгамеш)
- 2011 год: Persona 4: The Animation (Кандзи Тацуми)
- 2011 год: Sket Dance (Содзиро Агата)
- 2011 год: Mirai Nikki (Икусаба Марко)
- 2012 год: Psycho-pass (Синъя Когами)
- 2012 год: Hakuouki Reimeiroku (Рюносукэ Ибуки)
- 2012 год: Sword Art Online (Кибао)
- 2012 год: Saint Seya Omega (Вирго Фудо)
- 2012 год: Cho Soku Henkei Gyrozetter (Мик-Мэн Сэки)
- 2014 год: Fate/stay night: Unlimited Blade Works (Гильгамеш)
- 2015 год: Fate/kaleid liner Prisma Illya Zwei Herz! (Гильгамеш)
- 2017 год: Shishou Series (Мастер)
- 2017 год: Fate/stay night: Heaven's Feel (Part I. Presage Flower) (Гильгамеш)
- 2018 год: Steins;Gate 0 (Итару Хасида)
- 2019 год: Fate/stay night: Heaven's Feel (Part II. Lost Butterfly) (Гильгамеш)
- 2021 год: JoJo’s Bizarre Adventure (Энрико Пуччи)